# 旺茲沃思橋
旺茲沃思橋（英語：Wandsworth Bridge）是英國倫敦西部一座跨越泰晤士河的橋梁，橋上有A217公路通過，銜接了河北岸的山茲安德、帕森斯綠地及南岸的巴特西，前兩者位於漢默史密斯-富勒姆倫敦自治市境內，後者則靠近旺茲沃思倫敦自治市北部的旺茲沃思鎮車站。本橋是倫敦最繁忙的橋梁之一，每日通行車流達5萬輛，並且也是泰晤士河上、下游行船速限的分界處。
旺茲沃思橋的第一代橋體是1873年由朱利安·托爾默（Julian Tolmé）所建的收費橋，設立原因是估計北岸的漢默史密斯及城市鐵路西端終點站一旦開通，將會使當地需要過河的人口迅速增加，但後來卻因新車站的棄建和橋梁聯外道路的排水問題，令過路車輛難以利用此橋。1880年後，營收欠佳的旺茲沃思橋收歸公有，並取消了收費，而托爾默興建的橋梁結構更由於狹窄、脆弱到無法行駛巴士，而使得皇家委員會在1926年建議另蓋替代用橋。
1937年，托爾默的舊橋遭到清拆，現有的第二代橋梁則是1940年開通、皮爾森·法蘭克爵士（Sir Pierson Frank）設計的鋼製懸臂橋，啟用之後即為了抵禦空襲而塗上暗淡的藍色偽裝，這種用色仍保留至今。新舊兩代橋梁的外觀均採取樸實無華的風格，建築師史帝夫·蘭茨納（Steven Lenczner）在2007年時曾為了替此橋添加特色，而設計出發光的錐塔狀造景藝術，並得到地方自治會的核可。

## 背景
儘管北岸的富勒姆和南岸的旺茲沃思隔水相望，但兩地在過去都彼此孤立，距離最近的兩處渡河點——西邊的帕特尼橋和東邊的巴特西橋——都在1英里（1.6）之外。19世紀時，旺茲沃思境內狹而湍急的旺德爾河因為適合水磨坊運作，而帶動了該區工業的快速發展，雖然不遠處的巴特西鐵路橋於1863年啟用，然而在該世紀內的當地人口增長和倫敦已建區的外擴下，居民和商家對增建道路橋的壓力也越來越大。
1864年時，預料到甫成立的漢默史密斯及城市鐵路將在切爾西－富勒姆間的泰晤士河北側設立西端終點站，以及新鐵道開業後對跨河通道所生的高度需求，一份國會法案在同年內通過，批准旺茲沃思橋梁公司（Wandsworth Bridge Company）建造一座以過路費為盈收來源的橋，附加條件是橋寬至少要40英尺（12），河上的橋孔不得超過三道。英國工程師羅蘭德·梅森·奧迪仕為了配合法案要求的規格，以奧迪仕－勒弗夫爾原理規劃了一座橋，與同樣由他操刀、並選址在附近的阿爾伯特橋設計類似。旺、艾兩橋均在同一天得到興建許可，並同為倫敦最後兩座獲准建造的私營收費橋。

## 1873年舊橋

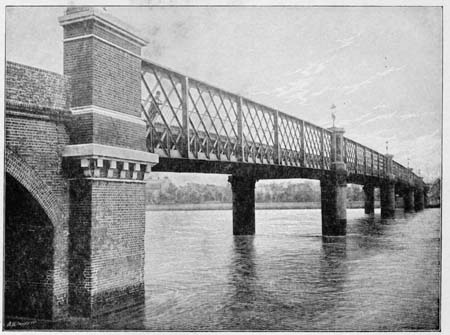
第一代旺茲沃思橋

由於旺茲沃思橋公司無法籌齊資金以打造奧迪仕設計的橋，另一份1870年通過的國會法案允許將橋寬縮限到30英尺（9.1），橋面下的橋孔也增為五道。儘管奧迪仕接到的要求是比照新規格，設計更便宜的橋，但他拒絕修改規劃，因此當局改任朱利安·托爾默來接替之。托爾默規劃了一座熟鐵構成、質樸實用的格狀桁架橋，造價為4萬英鎊（相當於2025年的380萬英鎊）。橋體下方有五道相同的橋孔，中間為四座混凝土灌成的橋墩，圓柱狀的墩體則沉入河床以下14英尺（4.3）深處。本橋原先的預定完工日落在1873年早期，但發生了造橋工人的罷工事件後，旺茲沃思橋公司亟需第三份國會法案來獲取弭平爭端、完成工事的足夠時間。
1873年，旺茲沃思橋在一場小型典禮後啟用，並於附近的展翼鷹酒館舉辦了自助餐會以茲慶祝。此橋作為實用取向的建設，為求廉價而購入不相搭襯的建材來打造，得到的反應也相當冷淡，《倫敦新聞畫報》在通車日發表評論稱「這座結構只具大體而無裝飾，完全沒有創造建築效果的意圖」[註1]。通車後的旺茲沃思橋對過橋行人課以半便士的通行費，而馬車則需繳6便士。
然而，旺茲沃思橋啟用後的表現不如預期。隨著大都會鐵路在1867年吸收了原本獨立的漢默史密斯及城市鐵路，富勒姆新終點站的計畫也因此告吹，路軌則在漢默史密斯（果園路）站改轉往西方，行駛倫敦及西南鐵路到里奇蒙站為止。儘管橋南端的旺茲沃思鎮站自1846年起即可透過火車直通倫敦市中心，但北岸的富勒姆地區卻缺乏聯外鐵路，繼續呈現未開發狀態，連帶造成旺茲沃思橋的低迷使用率。此外，托爾默設計的橋體不堪負荷重型車輛，通往橋北的道路也有排水問題，降低了車輛利用該橋的意願。

### 收歸公有
旺茲沃思橋的收費盈額未曾足以填補修繕及維護成本，1877年都會收費橋梁法案通過後，旺茲沃思橋與倫敦其他的橋梁均收歸為大都會工務委員會擁有的公營橋，雖然工務委員會存在期間都於虧損下運作，但其仍挹注了53,313英鎊（相當於2025年的530萬英鎊）在旺茲沃思橋上，作為4萬英鎊造橋費的額外補貼。1880年6月26日，威爾斯親王愛德華和威爾斯王妃亞歷山德拉一起主持了三座橋梁的過路費停徵儀式。
旺茲沃思橋歸為公有的當時，正處於相當不良的狀態，其於1891年開始採用5噸限重，1897年則追加了10英里每小時（16每小時）的速限規範。在橋寬的狹促和載重限制之下，實際上使該橋成了變相的行人橋，也由於這些條件讓巴士無法在橋上行駛，一座皇家委員會遂於1926年建議將該橋取代掉，倫敦郡委員會也同意撥款給原址增設的新橋。1928年時，當局改而決定優先拓寬流量更大的帕特尼橋，使本橋的替代計畫向後延宕。

## 1940年新橋
1935年，英國交通部同意負擔新橋總工程費503,000英鎊（相當於2025年的3710萬英鎊）中的60%，倫敦郡委員會亦批准了皮爾森·法蘭克爵士的新版設計，即一座三道橋孔的懸臂橋，橋寬60英尺（18），雙向各容納兩條車道，有需要時還可拓寬成80英尺（24），橋體設計的一項特色是橋面彎曲度平緩，以配合該地區河岸的低矮高度。此份設計後來送交皇家藝術委員會等待核准，封面還註記：「本橋的設計中施行了樸素簡約的手法，透過大致上與推薦建材相關的技術呈現出來」。雖然皇委會表達了橋寬可能過窄的擔憂，但設計案依然成功得到許可。工程對外招標時，還附加了「用於興建新橋的材料必須是英國自產或自製品」的約定。

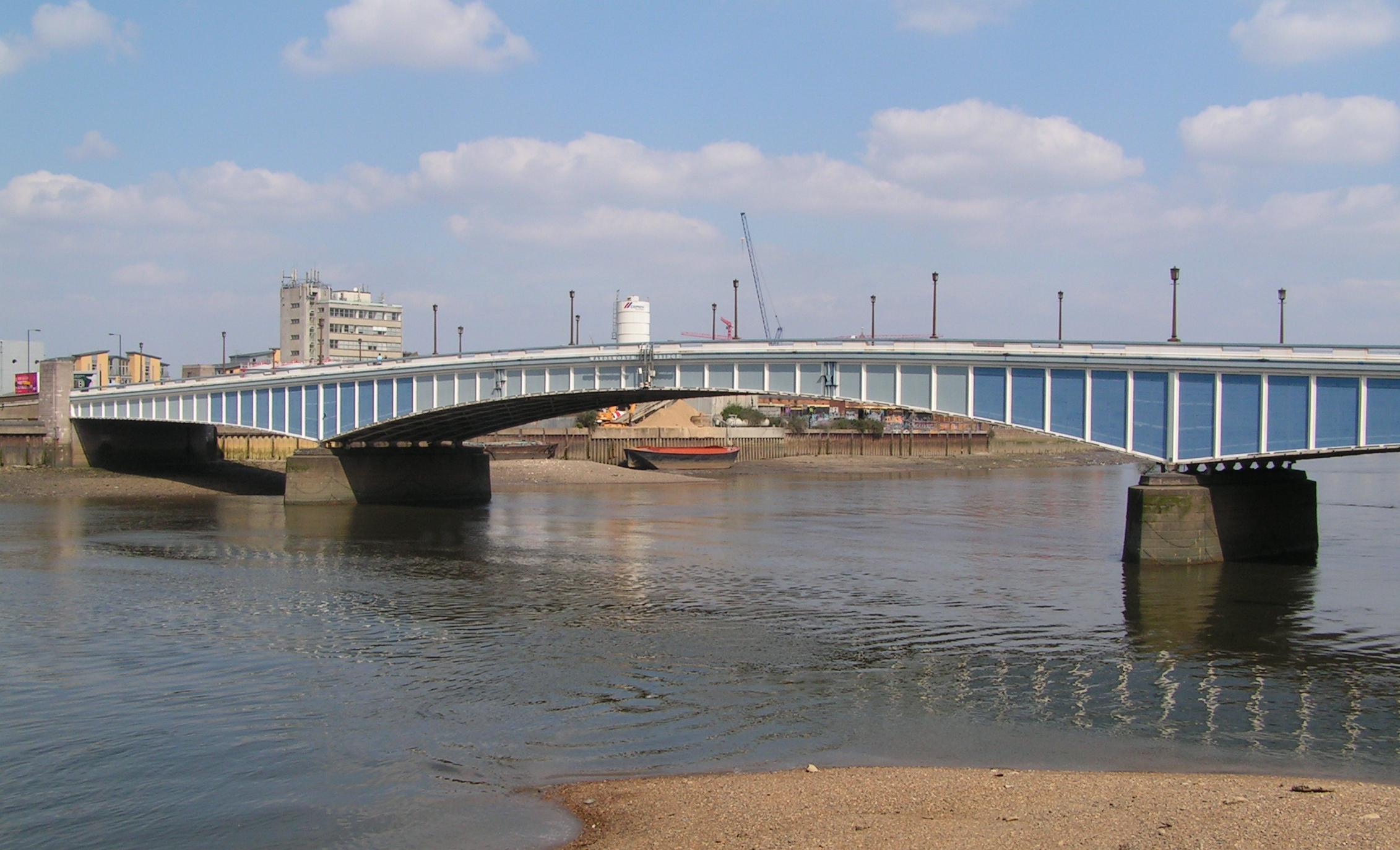
旺茲沃思橋以平緩的彎曲度跨越河面，橋體兩側漆成深淺不一的藍色，使其與水色和天空的顏色區別模糊。

最後，造橋項目由倫敦霍洛威兄弟公司得標，並在1937年動工，一座曾於切爾西橋再造期間（1935年－1937年）充當臨時通道的步行橋亦為了配合此次施工，而在旺茲沃思橋旁邊重新搭設起來，舊橋則進行了拆除。新橋體原先預定在1939年竣工，但二戰時的鋼鐵短缺卻令其遲推至1940年9月25日。橋體外覆的鋼板為了防範德國及義大利空襲，而漆上深淺不一的藍色偽裝塗料，此種用色後來也延續至今。該橋身為倫敦最繁忙的橋梁之一，每日車流量達到5萬輛。

### 後續發展
旺茲沃思橋南端聯絡道在以往的路況欠佳，也容易造成用路者困擾。1969年，大倫敦委員會鋪設了雙向各三線道、銜接本橋南端和圖廷的A214公路。緊貼旺橋南側、毗鄰旺茲沃思鎮站之處有一座大型圓環，A214公路所屬的三一路（Trinity Road）、A3205公路上的約克路（York Road）、屬於A217公路的橋端路（Bridgend Road）及史旺登道（Swandon Way）在此交會，圓環本身亦為知名的1960年代現代主義建築典範。2007年，建築師史帝夫·蘭茨納替旺茲沃思橋創作的造景設施獲准興建。蘭茨納認為旺橋「或為倫敦最不顯著的橋梁」，為了增添橋的特色，他設計出四座高40-英尺（12-）、矗立在橋兩側的玻璃錐形光塔，夜間還會隨潮水起落而透過電腦改變照明顏色。光塔的坐落位置設計得比駕駛人的視角還高，以避免造成其注意力分散。
除此之外，旺茲沃思橋也是泰晤士河行船速限的分界點，上游（西方）的速限較低，因划船比賽會在此河段進行之故，其航速嚴限為8節（15每小時），而旺茲沃思橋至瑪格莉特岬（Margaret Ness）的下游河段速限則達12節（22每小時）。